# Закарі Тейлор
За́карі Те́йлор (англ. Zachary Taylor; нар. 24 листопада 1784 — пом. 9 липня 1850) — американський політичний і військовий діяч, дванадцятий Президент США, воєначальник. Перший Президент США, що не обіймав до в'їзду в Білий дім ніякої іншої державної посади.
Народився у Вірджинії, відзначився під час війни з Великою Британією і в сутичках з індіанцями.
1840 року був призначений головнокомандувачем армії, що займала Техас; у 1846 р., після оголошення війни Мексиці, перейшов Ріо-Гранде і після ряду дрібних сутичок, в яких в основному перемога залишалася на його стороні, узяв Монтеррей (24 вересня 1846 року). 22-23 лютого 1847 року з 6-тисячним корпусом здобув переконливу перемогу над чисельно більш ніж утричі сильнішою армією Санта-Анни і у квітні 1847 року ще раз розбив мексиканців при Тулі (у мексиканському штаті Ідальго). Всі ці перемоги створили йому таку популярність, що партія вігів запропонувала йому кандидатуру на посаду президента республіки, хоча раніше він не посідав жодних політичних посад.
Кандидатура ця опинилася — значною мірою унаслідок особистої популярності Тейлора — успішною, і в листопаді 1848 року Тейлор був вибраний 12-м президентом США значною більшістю голосів. Він вступив на посаду 5 березня 1849 року, тільки через добу після закінчення президентських повноважень Джеймса Н. Полка. 4 березня випало на неділю, а Тейлор, як і багато протестантів у той час, відзначав неділю аналогічно юдейській суботі (як день спокою) і відмовився з релігійних міркувань від складання присяги цього дня; аналогічно вчинив і вибраний разом з ним віцепрезидент Міллард Філлмор. Таким чином, США один день фактично залишилися без президента і віцепрезидента. Проте де-юре президентський термін Тейлора почався 4 березня (незалежно від того, склав він присягу чи ні).

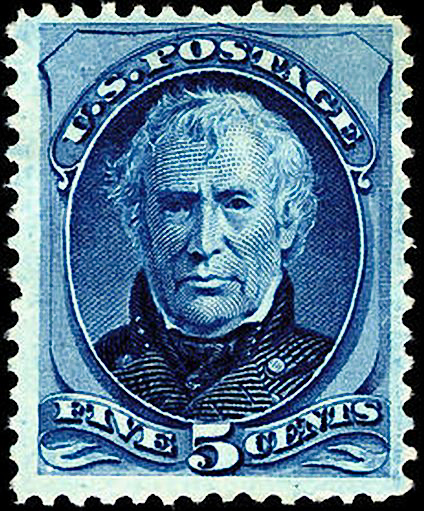
Закарі Тейлор на поштовій марці США 1875 року

На посаді президента Тейлор намагався стояти вище за дрібні партійні інтереси, але здоров'я його було підірване під час індіанських походів (неодноразово хворів на малярію). Він помер на другий рік свого президентства від, імовірно, кишкової інфекції, коли 4 липня 1850 року спожив велику кількість сирих фруктів і морозива під час відвідування святкових заходів і збору коштів на монумент Вашингтона. Не виключають, що це був шигельоз, тоді відомий як дизентерія, адже меншою мірою одночасно з Тейлором захворіли й деякі члени його кабінету. Думка, згідно з якою він був отруєний арсеном, не підтвердилася при хімічному дослідженні останків Тейлора 1991 року.
З однією з дочок Тейлора був 1835 року одружений його підлеглий, майбутній президент Конфедерації Джефферсон Девіс (наречена померла через три місяці після весілля).